# Saint-Cyr (Vienne)
Pour les articles homonymes, voir Saint-Cyr.
Saint-Cyr est une ancienne commune du Centre-Ouest de la France, située dans le département de la Vienne (région Nouvelle-Aquitaine).

## Géographie

### Climat
Le  climat est  océanique avec des étés tempérés.
D’une manière générale, le temps est assez sec et chaud pendant l’été, moyennement pluvieux en automne et en hiver avec des froids peu rigoureux.
La température moyenne est de 11 °C. Juillet est le mois le plus chaud (maximale absolue 40,8 °C en 1947). Janvier est le mois le plus froid  (minimale absolue – 17,9 °C en 1985). 9 °C à peine sépare les moyennes minimales des moyennes maximales (cette séparation est de 6 °C en hiver  et de 11 °C en été). L’amplitude thermique est de 15 °C.

## Histoire
Saint-Cyr accueille favorablement les avancées de la Révolution française. Elle plante ainsi son arbre de la liberté, symbole de la Révolution. Il devient le lieu de ralliement de toutes les fêtes et des principaux événements révolutionnaires. Un peu plus tard, pour suivre le décret de la Convention du 25 vendémiaire an II invitant les communes ayant des noms pouvant rappeler les souvenirs de la royauté, de la féodalité ou des superstitions, à les remplacer par d'autres dénominations, la commune change de nom pour La Constitution.
Par arrêté du 16 juin 2016 du préfet de la Vienne, la commune est fusionnée avec la commune de Beaumont pour former la commune de "Beaumont Saint-Cyr" à partir du 1er janvier 2017

## Politique et administration

### Liste des maires
| Période                                  | Période  | Identité                      | Étiquette   | Qualité                                                                           |
| ---------------------------------------- | -------- | ----------------------------- | ----------- | --------------------------------------------------------------------------------- |
| av.1928                                  | ?        | Paul Branger                  | Républicain | Minotier, conseiller d'arrondissement du Canton de Saint-Georges-les-Baillargeaux |
|                                          |          |                               |             |                                                                                   |
|                                          |          | M. Sarrazin                   |             | (maire en 1944)                                                                   |
| 1966                                     | 1983     | Pierre Mercier                |             |                                                                                   |
| 1983                                     | 2001     | Jean-Paul Branger (1938-2021) |             | Expert comptable                                                                  |
| mars 2001                                | 2014     | Claude Myon                   |             |                                                                                   |
| 2014                                     | 2017     | Christian Roux                |             | Maire délégué (Démission)                                                         |
| 2017                                     | 2020     | Brigitte Dimier               |             | Maire déléguée                                                                    |
| 2020                                     | en cours | Patrick Pastour               |             | Maire délégué                                                                     |
| Les données manquantes sont à compléter. |          |                               |             |                                                                                   |

### Instances judiciaires et administratives
La commune relève du tribunal d'instance de Poitiers, du tribunal de grande instance de Poitiers, de la cour d'appel  de Poitiers, du tribunal pour enfants de Poitiers, du conseil de prud'hommes de Poitiers, du tribunal de commerce de Poitiers, du tribunal administratif de Poitiers et de la cour administrative d'appel de Bordeaux, du tribunal des pensions de Poitiers, du tribunal des affaires de la Sécurité sociale de la Vienne, de la cour d’assises de la Vienne.

### Services publics
Les réformes successives de La Poste ont conduit à la fermeture de nombreux bureaux de poste ou à leur transformation en simple relais. Toutefois, la commune a pu maintenir le sien.

## Démographie
L'évolution du nombre d'habitants est connue à travers les recensements de la population effectués dans la commune depuis 1793. Pour les communes de moins de 10 000 habitants, une enquête de recensement portant sur toute la population est réalisée tous les cinq ans, les populations de référence des années intermédiaires étant quant à elles estimées par interpolation ou extrapolation. Pour la commune, le premier recensement exhaustif entrant dans le cadre du nouveau dispositif a été réalisé en 2008.

En 2014, la commune comptait 1 098 habitants, en évolution de +7,86 % par rapport à 2008 (Vienne : +0,6 %, France hors Mayotte : +2,11 %).
| 1793 | 1800 | 1806 | 1821 | 1831 | 1836 | 1841 | 1846 | 1851 |
| ---- | ---- | ---- | ---- | ---- | ---- | ---- | ---- | ---- |
| 289  | 273  | 286  | 304  | 275  | 316  | 320  | 320  | 557  |

| 1856 | 1861 | 1866 | 1872 | 1876 | 1881 | 1886 | 1891 | 1896 |
| ---- | ---- | ---- | ---- | ---- | ---- | ---- | ---- | ---- |
| 598  | 638  | 624  | 626  | 638  | 638  | 637  | 608  | 621  |

| 1901 | 1906 | 1911 | 1921 | 1926 | 1931 | 1936 | 1946 | 1954 |
| ---- | ---- | ---- | ---- | ---- | ---- | ---- | ---- | ---- |
| 621  | 621  | 629  | 560  | 542  | 518  | 534  | 513  | 523  |

| 1962 | 1968 | 1975 | 1982 | 1990 | 1999 | 2006 | 2008  | 2013  |
| ---- | ---- | ---- | ---- | ---- | ---- | ---- | ----- | ----- |
| 548  | 546  | 530  | 604  | 710  | 787  | 967  | 1 018 | 1 071 |

| 2014  | - | - | - | - | - | - | - | - |
| ----- | - | - | - | - | - | - | - | - |
| 1 098 | - | - | - | - | - | - | - | - |

En 2008, selon l’Insee, la densité de population de la commune était de 66 hab./km2 contre 61 hab./km2 pour le département, 68 hab./km2 pour la région Poitou-Charentes et 115 hab./km2 pour la France.

## Économie

### Agriculture
Selon la direction régionale de l'Alimentation, de l'Agriculture et de la Forêt de Poitou-Charentes, il n'y a plus que 7 exploitations agricoles en 2010 contre 17 en 2000. 
Les surfaces agricoles utilisées ont diminué et sont passées de 738 hectares en 2000 à 391 hectares en 2010. 54 % sont destinées à la culture des céréales (blé tendre pour la moitié des surfaces céréalières mais aussi orges et maïs), 16 % pour les oléagineux (tournesol) et 17 % pour le fourrage.
Les élevages de volailles ont disparu au cours de cette décennie (200 têtes réparties sur six fermes en 2000).

### Tourisme
Le parc de Saint-Cyr a connu une très bonne saison estivale 2013 avec un nombre d’entrées qui a augmenté de 15 % par rapport à la saison 2012 (soit 53 000 entrées enregistrées – entrées payantes).

## Culture locale et patrimoine

### Lieux et monuments

#### Patrimoine civil
- Le  menhir de Pierrefitte est classé au titre des monuments historiques par arrêté du 9 août 1932[13]. Il est en grès rose.
- Le tumulus de la Haute Flotte, inscrit comme monument historique depuis 1991.

#### Patrimoine naturel

##### La forêt de Moulière
Forêt de Moulière : d'une superficie de 5 000 ha, elle est située au nord-est de Poitiers et couvre neuf communes : Bignoux, Bonneuil-Matours, La Chapelle-Moulière, Dissay, Liniers, Montamisé, Saint-Georges-lès-Baillargeaux et Vouneuil-sur-Vienne.